# Кенси-Випихи
Кенси-Випихи (пол. Kęsy-Wypychy) — село в Польщі, у гміні Ґзи Пултуського повіту Мазовецького воєводства.
Населення — 70 осіб (2011).
У 1975-1998 роках село належало до Цехановського воєводства.

## Демографія
Демографічна структура станом на 31 березня 2011 року:
|          | Загалом | Допрацездатний вік | Працездатний вік | Постпрацездатний вік |
| -------- | ------- | ------------------ | ---------------- | -------------------- |
| Чоловіки | 34      | 1                  | 26               | 7                    |
| Жінки    | 36      | 2                  | 23               | 11                   |
| Разом    | 70      | 3                  | 49               | 18                   |